# Yekaterina Semionova
Yekaterina Semionova (18 de noviembre de 1786-San Petersburgo, 13 de marzo de 1849) fue una actriz de teatro rusa.

## Carrera artística
En 1790 comenzó a estudiar actuación en San Petersburgo bajo las enseñanzas de Iván Dmitrevski y debutó en escena en 1797. Fue al poco tiempo la intérprete líder en las obras de William Shakespeare, Jean Racine, Friedrich Schiller y Vladislav Ozerov. También fue enseñada por el poeta Nikolái Gnedich.
Semionova fue admirada por su belleza, su voz profunda y su forma apasionada de actuar. El poeta Aleksandr Pushkin la mencionó en algunos de sus poetas. También fue popular por su rivalidad con la actriz francesa Marguerite Georges, la otra gran dama del teatro ruso en la primera mitad del siglo XIX.